# Heinrich Bredenbreuker

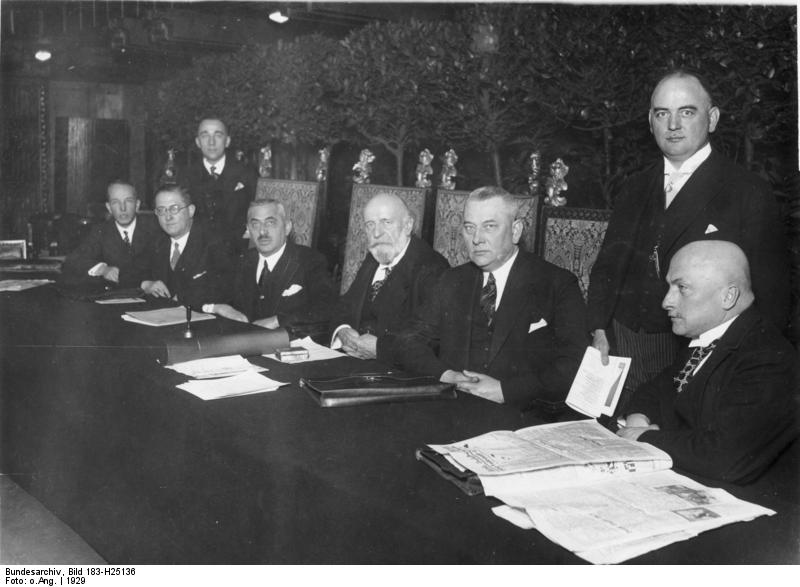
Direktor Heinrich Bredenbreuker (vorne rechts stehend) bei der 25-Jahr-Feier des Giroverbandes der Genossenschaftsabteilung der Dresdner Bank 1929.

Heinrich Bredenbreuker (* 20. April 1884 in Winz; † 14. Oktober 1965 in Bonn) war ein deutscher Bankdirektor.

## Leben
Der Kaufmannssohn besuchte das Gymnasium in Steele bis zur Obersekunda (Jahrgang 11), danach die Höhere Handelsschule in Dortmund. 1901 begann er eine Banklehre. Von 1907 bis 1909 studierte er an der Handelshochschule Berlin unter anderem bei C. Krüger. Mit dessen Empfehlung wurde Bredenbreuker 1909 Vorstandsmitglied der Vereinsbank Cottbus EGmbH, einer Genossenschaftsbank. 1919 wechselte er in den Vorstand der Bank für Handel und Gewerbe EGmbH in Lübeck. 1922 wurde er Direktor der Genossenschaftsabteilung der Dresdner Bank in Frankfurt am Main. Ab 1930 übernahm er nach seiner Promotion zum Dr. rer. pol. Lehraufträge im Genossenschaftsinstitut der Universität Frankfurt am Main. April 1933 trat er der NSDAP bei, wurde aber 1934 wegen seiner Logenmitgliedschaft ausgeschlossen, die Mitgliedschaft war zudem noch nicht in Kraft getreten, auch ein Gnadengesuch 1941 blieb erfolglos, so dass er nie Parteimitglied war. Ebenfalls 1933 wurde er Vorstandsmitglied der Deutschen Genossenschafts-Hypothekenbank in Berlin. Von Herbst 1939 bis 1943 (andere Quellen: 1942) war er leitender Direktor der Deutschen Umsiedlungs-Treuhand im Auftrag der Dresdner Bank. In dieser Funktion war er scheinbar auch an Arisierungen beteiligt. Von 1942 resp. 1943 an übernahm er die "Mitleitung des Bezirks Oberschlesien der Dresdner Bank mit dem Sitz in Kattowitz". Ende 1945 war Bredenbreuker für einen Lehrauftrag an der TH Dresden im Gespräch. Von 1946 bis 1953 Tätigkeit im Genossenschaftswesen in Dresden. Von 1954 bis 1958 war er Berater für die Volksbank für die Landkreise Köln, Bergheim und Brühl.

## Schriften
- mit Helmut Schneider und Robert Lisnik: Grundfragen der Revision: Beiträge zur Ausgestaltung des Revisionswesens im Deutschen Genossenschaftsverband (Vorträge, gehalten auf der Revisorenkonferenz zu Berlin am 6. und 7. März 1930), Deutscher Genossenschafts-Verlag, Berlin 1930
- Die Revision der Kreditgenossenschaften im deutschen Genossenschaftsverband, e. V. (§ 53 d. Reichsgesetzes betr. d. Erwerbs- u. Wirtschaftsgenossenschaften vom 1. Mai 1889), Deutscher Genossenschafts-Verlag, Berlin 1930 (Zugleich Dissertation Universität Frankfurt am Main)
- mit Heinz Bernhard Strub: Das neue Bilanzrecht der gewerblichen und ländlichen Kredit-Genossenschaften: 2 Aufsätze aus der Zeitschrift "Zahlungsverkehr und Bankbetrieb", Volckmar, Berlin 1934
- Die Prüfung der Genossenschaften gemäß der Novelle zum Genossenschaftsgesetz vom 30. Oktober 1934 und der Auswertung der Prüfungsergebnisse (Vortrag), Deutscher Beamten-Genossenschaftsverband, Berlin 1935
- Die landwirtschaftlichen Kreditgenossenschaften in der Ostzone Deutschlands: Die deutsche Bauernbank als zentrale Bank der landwirtschaftlichen Kreditgenossenschaften in der Ostzone Deutschlands, Deutsche Genossenschaftskasse, Frankfurt am Main 1954